# Виланова и ла Желтру
Виланова и ла Желтру (на каталонски: Vilanova i la Geltrú) е град в Североизточна Испания, административен център на комарката Гараф в провинция Барселона на автономната област Каталония.
Населението му е около 66 000 души (2014).
Разположен е на 22 метра надморска височина на брега на Средиземно море, на 42 километра югозападно от центъра на град Барселона и на 42 километра североизточно от Тарагона. Селището възниква през Средновековието и получава градски права с харта от краля на Арагон през 1274 година.

## Известни личности
Починали във Виланова и ла Желтру
- Еужени д'Орс (1881-1954), писател